# 629 до н. е.

## Події
Ассирія поділена на два царства: Ашшур-етель-ілані править в Ніневії, а його батько Ашшурбаніпал — в Ашшурі.